# Marcos Antonio Menezes Godoi
Marcos Antonio Menezes Godoi (* 18. Dezember 1966 in Cesário Lange, São Paulo), auch bekannt als Lange, ist ein ehemaliger brasilianischer Fußballspieler.

## Karriere
Lange begann seine Profilaufbahn 1985 beim brasilianischen Erstligisten FC São Paulo. Mit dem Verein wurde er 1986 brasilianischer Meister. Im Jahr 1987 unterschrieb er einen Vertrag beim japanischen Erstligisten Yanmar Diesel. Für Yanmar bestritt er 74 Erstligaspiele und schoss dabei 20 Tore. 1991 wechselte er zum Ligakonkurrenten Matsushita Electric (heute: Gamba Osaka). Ende 1992 beendete er seine Karriere als Fußballspieler.

## Erfolge
FC São Paulo
- Staatsmeisterschaft von São Paulo: 1985, 1987
- Brasilianischer Meister: 1986